# Vem Ver
Vem Ver é um álbum de estúdio da boy band brasileira Dominó, lançado em 2003, pela gravadora Via Brasil Music. Trata-se do décimo álbum de canções inéditas do grupo (o debut foi lançado em 1985), e o primeiro a ser lançado pela formação composta pelos integrantes Diego Pompeu, Leandro Lemos, Mike Eversong e Ricky Fell. O grupo foi selecionado após rigorosos testes de canto e dança, com foco não apenas na estética, mas também no talento musical. 
As músicas do álbum misturam elementos acústicos e eletrônicos, com composições originais dos membros Mike e Diego, além de outros compositores. O título foi escolhido após a conclusão das fotos e gravações das músicas. Para promover o trabalho, foram feitas várias aparições em programas de TV.

## Antecedentes
De acordo com o produtor Eduardo Trança, fazia falta no mercado fonográfico brasileiro daquele período um grupo juvenil que trouxesse uma linguagem moderna na forma de cantar e coreografias complexas, demarcando assim a importância do surgimento de uma nova formação do já consagrado grupo Dominó. Ele considerou o projeto como um todo bastante inovador, bem como as sonoridades das músicas que misturam elementos acústicos e eletrônicos.
Em entrevista ao programa A Casa É Sua, o grupo revelou que a entrada no Dominó ocorreu após inúmeros testes de canto e dança e que os produtores não buscavam apenas a beleza estética como acontece com algumas boy bands.

## Produção e gravação
Sobre a seleção de faixas do álbum, o grupo disse em entrevista ao jornal santista A Tribuna que: "As músicas do disco são inéditas e voltadas para o pop e o rock. Tem composições do Mike e do Diego e de compositores amigos nossos". O integrante Rick ainda afirmou que a nova formação era totalmente diferente das anteriores, o que, de acordo com o cantor, poderia ser perceptível ao ouvir o álbum.
O nome que deu título ao álbum foi dado após as fotos e as gravações de todas as músicas terem sido gravadas.

### Novo integrante
Em 2004, um novo integrante, Julio Rua, entrou no grupo. Ele chegou a ensaiar algumas faixas de Vem Ver bem como faixas do álbum seguinte do grupo, Ontem, Hoje e Sempre para as performances de divulgação.
Rua participava de grupos covers da boy band estadunidense Backstreet Boys, e chegou a se apresentar em vários programas de TV, a saber: Sábado Show da RedeTV!, apresentado pelo cantor Latino, Questão de Opinião, na RecordTV, apresentado por Nâni Venâncio, e o Mulheres, da TV Gazeta apresentado por Christina Rocha. Nessa época, também gravou um CD como integrante do Grupo Angels.

## Lançamento e divulgação
O lançamento ocorreu no restaurante Montecristo em São Paulo, onde os quatro integrantes realizaram uma coletiva de imprensa na qual falaram do novo projeto fonográfico e de suas vidas e carreiras.
Como forma de divulgação, o grupo cantou em um número substancial de programas, concedendo entrevistas e cantando as faixas do disco. Os programas incluíram: o Domingo da Gente, da RecordTV, apresentado por Netinho de Paula; o Noite Afora, exibido pela RedeTV! e apresentado por Monique Evans; e o programa Giro Band, da Rede Bandeirantes, no qual competiram no kart e no paint ball com os grupos Negritude Junior e o Trio Los Angeles.
As músicas divulgadas pelo grupo em programas de TV foram: "Coração Parou", "Quero Te Quero" e "Baby". As três mencionadas chegaram a ser performadas no Melhor da Tarde, da Rede Bandeirantes, apresentado por Astrid Fontenelle.

## Lista de faixas
- Créditos adaptados do encarte do CD Vem Ver, de 2003.[12]

| N.º | Título               | Compositor(es) | Duração |  |
| 1.  | "Coração Parou"      |                |         |  |
| 2.  | "Menina"             |                |         |  |
| 3.  | "Impossível Eu Sei"  |                |         |  |
| 4.  | "Quero Te Quero"     |                |         |  |
| 5.  | "Sem Teu Amor"       |                |         |  |
| 6.  | "Basta Um Beijo Teu" |                |         |  |
| 7.  | "Tudo Outra Vez"     |                |         |  |
| 8.  | "Vem Ver"            |                |         |  |
| 9.  | "Baby"               |                |         |  |
| 10. | "Sim Ou Não"         |                |         |  |

## Número de catálogo
| Ano  | Título  | Formato | Número de catálogo | Refs.  |
| ---- | ------- | ------- | ------------------ | ------ |
| 2003 | Vem Ver | CD      | 7898206736013      | [ 12 ] |